# Sâncraiu de Mureș
Sâncraiu de Mures là một xã thuộc hạt Mureș, România. Dân số thời điểm năm 2002 là 6259 người.